# Shangjia (köpinghuvudort i Kina, Heilongjiang Sheng, lat 46,12, long 125,87)
Shangjia (kinesiska: 尚家, 尚家镇) är en köpinghuvudort i Kina. Den ligger i provinsen Heilongjiang, i den nordöstra delen av landet, omkring 72 kilometer nordväst om provinshuvudstaden Harbin. Antalet invånare är 37 706. Befolkningen består av 18 388 kvinnor och 19 318 män. Barn under 15 år utgör 12,0 %, vuxna 15-64 år 80 %, och äldre över 65 år 6,0 %.
Runt Shangjia är det ganska tätbefolkat, med 192 invånare per kvadratkilometer. Närmaste större samhälle är Zhaodong, 10,8 km sydost om Shangjia. Trakten runt Shangjia består till största delen av jordbruksmark.
Genomsnittlig årsnederbörd är 767 millimeter. Den regnigaste månaden är juli, med i genomsnitt 207 mm nederbörd, och den torraste är januari, med 5 mm nederbörd.